# جيسيكا هيلبيرج
جيسيكا هيلبيرج (بالسويدية: Jessica Helleberg) مواليد 20 فبراير 1986 في السويد، هي لاعبة كرة يد سويدية تلعب كجناح أيسر. مثلت منتخب السويد لكرة اليد للسيدات. حققت المركز الثاني في بطولة أوروبا لكرة اليد للسيدات 2010.

## سجل المنافسة
شاركت في البطولات التالية:
- بطولة العالم لكرة اليد للسيدات 2011
- بطولة أوروبا لكرة اليد للسيدات 2010
- بطولة أوروبا لكرة اليد للسيدات 2012
- بطولة أوروبا لكرة اليد للسيدات 2014

## الميداليات
| الميدالية | المسابقة                            |
| --------- | ----------------------------------- |
| فضية      | بطولة أوروبا لكرة اليد للسيدات 2010 |
| برونزية   | بطولة أوروبا لكرة اليد للسيدات 2014 |

## روابط خارجية
- جيسيكا هيلبيرج على موقع الاتحاد الأوروبي لكرة اليد (الإنجليزية)